# Ana Gervasi
Ana Cecilia Gervasi Díaz (Lima, 1 de diciembre de 1966-Lima, 8 de septiembre de 2024) fue una abogada y diplomática peruana. Fue ministra de Relaciones Exteriores del Perú desde diciembre de 2022 hasta noviembre de 2023 durante el gobierno de Dina Boluarte.

## Biografía
Obtuvo el título de abogada en la Pontificia Universidad Católica del Perú. Contaba también con un posgrado en Relaciones Internacionales y una Diplomacia por la Academia Diplomática del Perú; además, tenía una maestría en Relaciones Internacionales en London School of Economics, una especialización en diplomacia multilateral por el Instituto Universitario de Altos Estudios Internacionales de la Universidad de Ginebra y estudios de doctorado en la Facultad de Derecho de la Universidad de Buenos Aires.

## Trayectoria
Fue directora general para Asuntos Económicos, directora general de Promoción Económica y directora de Promoción de Inversiones del Ministerio de Relaciones Exteriores.
Se ha desempeñado como directora general de Asuntos Económicos, Promoción Económica y Promoción de Inversiones del Ministerio de Relaciones Exteriores de Perú.
Fue nombrada Cónsul General del Perú en Toronto, luego Cónsul General del Perú en Washington D. C. y Ministra Consejera de la Misión Permanente del Perú ante las Naciones Unidas en Nueva York (Estados Unidos). 
También fue asesora política de la Embajada del Perú en Buenos Aires, luego delegada del Perú ante la Misión Permanente ante las Naciones Unidas y otros organismos internacionales en Ginebra donde representó al Perú ante la Organización Mundial del Comercio.
Asumió también la presidencia del Grupo Consular Latinoamericano en Washington D. C.
El 9 de marzo de 2022, fue designada Viceministra de Comercio Exterior del Ministerio de Comercio Exterior y Turismo.
El 11 de agosto del mismo año, fue designada Viceministra de Relaciones Exteriores de la Cancillería. Ha sido la primera mujer en ocupar dicho cargo, y por tanto la primera mujer en ser Jefa del Servicio Diplomático de la República.

### Ministra de Estado

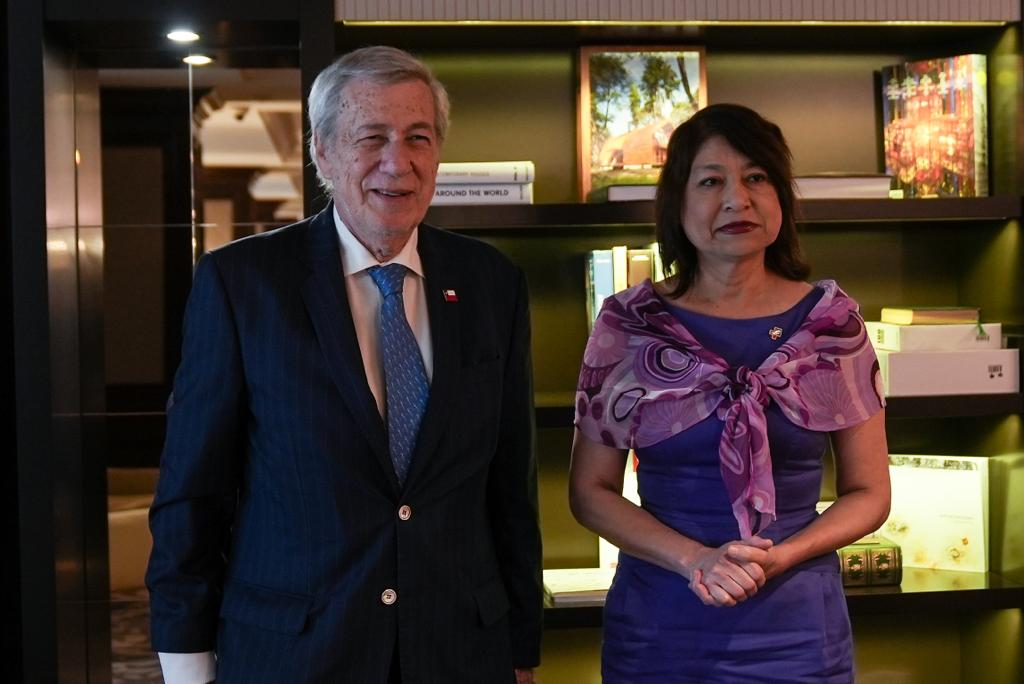
Ana Gervasi con su par de Chile, Alberto van Klaveren.

El 10 de diciembre de 2022, fue nombrada y posesionada por la presidenta Dina Boluarte como ministra de Relaciones Exteriores. El 13 de diciembre, como primera medida, Gervasi convocó a los embajadores de México, Bolivia, Argentina y Colombia luego de que sus gobiernos firmaron un comunicado conjunto expresando su preocupación por la destitución y arresto de Pedro Castillo. Gervasi les reiteró que la sucesión presidencial es constitucional y que las decisiones del expresidente el 7 de diciembre materializaron un golpe de Estado.
Renunció al cargo 6 de noviembre de 2023 luego de que la anunciada reunión bilateral entre la presidenta Boluarte y el mandatario de los Estados Unidos, Joe Biden, en ese mes no se realizara en una visita oficial que el Congreso de Perú autorizó para ese país. Según se dijo, su renuncia respondió al hecho de no querer «debilitar más» al Gobierno.

### Últimos años
El 5 de diciembre de 2023 fue nombrada representante permanente del Perú ante los organismos internacionales con sede en Ginebra, Suiza. Gervasi ejerció su cargo hasta su fallecimiento cuando la noche del 8 de septiembre de 2024 se confirmó que su cuerpo había sido hallado sin vida en su vivienda en el distrito de Miraflores antes de retornar a Ginebra. Tenía 57 años.